# 곡영
곡영(谷永, ? ~ 기원전 8년)은 전한 말기의 관료로, 자는 자운(子雲)이며 경조윤 장안현 사람이다. 본래 이름은 곡병(谷並)이었는데, 번병의 난이 일어났을 때 곡영으로 고쳤다.

## 생애
아버지 곡길은 서흉노의 질지선우에게 사자로 갔다가 죽었다. 곡영은 장안의 아전이 되어 학문을 익히고, 건소 연간에 어사대부 파연수의 속관이 되고 태상승(太常丞)으로 천거되었다.
건시 3년(기원전 30년), 일식과 지진이 한 날에 일어났고, 성제가 간관(諫官)을 찾았을 때 불려가 황후가 총애를 독차지하기 때문이라고 간언하였다. 당시 권력을 오로지한 대장군 왕봉을 탄핵하는 자가 많았는데, 곡영은 그의 마음에 들기 위하여 신분·출산 경험을 따지지 않고 후궁을 들여 황실의 자손을 번성케 하여야 한다고 설득하였다. 성제는 곡영의 상주문을 받아들여, 허황후를 질책하였다. 이후 곡영은 광록대부로 전임되고, 안정태수로 발령되었다.
곡영은 왕봉의 아우 왕담과 친하게 지냈는데, 그는 당초 왕봉의 후계자로 낙점되어 있었다. 그러나 왕봉은 죽기 직전에 종제 왕음을 후계자로 지목하였고, 왕음은 대사마거기장군이 되고 왕봉은 성문의 병력을 통솔하게 되었다. 곡영은 왕담에게 병사를 받아들이지 말라고 하였고, 왕담은 곡영의 말대로 하였다. 이로써 왕담과 왕음의 사이가 벌어졌고, 곡영은 왕음의 겁박을 두려워하여 병을 핑계로 벼슬에서 물러나려 하였으나, 왕음은 그를 내버려두지 않고 영군사마(營軍司馬)·장사·호원사자(護苑使者) 등 여러 관직을 전전하게 하였다.
왕음이 죽고 왕상이 위장군이 되었을 때, 곡영은 성제에게 후궁의 기강을 바로잡을 것·측근을 배제할 것 등을 간하였다. 노한 성제는 시어사에게 체포를 명하였으나, 화가 풀려 태중대부에 임명하고 광록대부급사중으로 전임시켰다.
원연 원년(기원전 12년), 북지태수로 전출되었다. 이후 왕상이 죽었고, 표기장군이 된 왕근의 천거로 대사농으로 발탁되었다. 그러나 대사농이 된 지 한 해만에 병에 걸렸고, 조정에 상주가 올라와 파면되었다. 본래 공경이 병에 걸리면 일단 거취를 묻는 것이 관례였는데, 곡영만 바로 파면되었다.
몇 달 후, 집에서 죽었다. 곡영은 경서를 두루 익혔는데, 천문과 《역경》에 관해서는 경방의 학설에 특히 정통하여 재이(災異)를 많이 논하였다. 상주문을 마흔 번 이상이나 썼고, 모두 성제와 후궁들을 간하는 내용이었으나, 성제는 그가 왕씨에 줄을 댄 것을 알았기 때문에 그다지 신뢰하지 않았다.

## 출전
- 반고, 《한서》
  - 권19하 백관공경표 下
  - 권85 곡영두업전

| 전임 요 | 전한의 대사농 기원전 9년 ~ 기원전 8년 | 후임 허상 |